# Impulsion (nouvelle)
Pour les articles homonymes, voir Impulsion.
Impulsion (titre original : Impulse) est une nouvelle humoristique de science-fiction d’Eric Frank Russell.

## Parutions

### Parutions aux États-Unis
La nouvelle est parue initialement aux États-Unis dans Astounding Science Fiction no 94 en septembre 1938.

### Parutions en France
La nouvelle est parue en France pour la première fois en 1974 dans l'anthologie Histoires d'extraterrestres (rééditions en 1976, 1978, 1984 et 1986 ), avec une traduction de Marcel Battin.

### Parutions dans d'autres pays occidentaux
La nouvelle a aussi été publiée dans les pays suivants :
- en Espagne, sous le titre Impulso (1965),
- en Italie, sous le titre Una questione di istinto (1965), puis Impulso (2001),
- aux Pays-Bas, sous le titre Een Kwestie van Instinct (1969),
- en Allemagne, sous le titre Reaktion (1975),
- en Croatie, sous le titre Pokretačka snaga (1977),
- en Espagne, sous le titre Posesión satánica (1990).

## Résumé
Le docteur Blain est dérangé à son cabinet par un homme livide ressemblant à un zombie. Cet homme lui parle et lui révèle qu'il est mort. 
En fait, des extraterrestres provenant de la planète Glantok sont arrivés sur Terre récemment : ils sont petits comme des virus, mais sont des milliards de milliards. Groupés, ils ressemblent à un liquide verdâtre. Ils ont d'abord pris possession d'un chien, et sont entrés dans un bâtiment, qui se trouvait être la morgue de la ville. Là, ils ont abandonné le corps du chien et ont pris le contrôle du cadavre de James Clegg. Puis, découvrant dans les souvenirs de la mémoire en voie de destruction de Clegg le nom et l'adresse du Dr Blain, le virus extraterrestre a décidé de s'attaquer à lui. Il se trouve que le corps de Clegg tient le médecin en joue avec un révolver, et que le virus extraterrestre est télépathe : non seulement il lit les pensées du docteur Blain ou les commentaires qu'il se fait, mais en plus prévoit ce que celui-ci a l'intention de faire dans les secondes à venir. 
Survient alors un jeune homme, Tod Mercer. Le virus extraterrestre lit dans les pensées du médecin que ce dernier est un type assez stupide. L'homme entre, et voit Clegg tenant en joue le médecin. En une fraction de seconde, Tod Mercer frappe le corps de Clegg, le désarme et le bascule à terre. À ce moment-là, le docteur Blain ouvre une bouteille d'éther, la lance sur le corps et y jette son briquet allumé. Le cadavre s'embrase, anéantissant le virus extraterrestre. Le docteur Blain et Tod Mercer quittent précipitamment le cabinet médical en proie aux flammes. Blain demande à Tod comment il a pu réagir si vite face à la menace de l'arme. Tod lui répond que tout simplement, il a agi d'instinct, « sans réfléchir », sur le coup d'une impulsion (d'où le titre de la nouvelle).

## Autour de la nouvelle
Dans l'anthologie Histoires d'extraterrestres, chaque nouvelle est précédée d'une courte préface introductive. Celle concernant cette nouvelle explique notamment que : « (…) Une espèce de virus, possédant une intelligence collective, devrait nécessairement attaquer la Terre selon des techniques très différentes de celles décrites dans La Guerre des mondes. Si la télépathie figure en outre parmi les pouvoirs de ces envahisseurs, les chances des humains paraissent bien faibles contre eux. Mais il reste à notre espèce l'atout d'une irrésistible arme secrète : la stupidité. »